# Kirchenkreis Gotha
Der Kirchenkreis Gotha ist ein Kirchenkreis der Evangelischen Kirche in Mitteldeutschland mit Sitz in Gotha, der zum Bischofssprengel Erfurt gehört. Superintendent ist Friedemann Witting.

## Lage und Allgemeines
Der Kirchenkreis Gotha liegt im Westen von Thüringen und umfasst neben dem nördlichen Teil des Landkreises Gotha östliche Teile des Wartburgkreises, südliche Teile des Unstrut-Hainich-Kreises, die Kirchengemeinde Röhrensee im Ilm-Kreis sowie die Kirchengemeinde Töttelstädt der Stadt Erfurt.
Im Kirchenkreis lebten am 31. Dezember 2023 16.709 evangelische Christen, die von 14 Pfarrerinnen und Pfarrern betreut wurden. Er hatte damit einen Anteil von evangelisch-lutherischen Christen an der Gesamtbevölkerung von 18,1 %. Mit Stand Januar 2025 ist Friedemann Witting Superintendent, seine Stellvertreter sind Anette Denner und Frauke Wurzbacher-Müller, Vorsitzender der Kreissynode ist Olaf Schneider-Rehberg.
Das Kreiskirchenamt, das verschiedene Verwaltungsaufgaben wie zum Beispiel die Abwicklung von Bau-, Personal- oder Versicherungsangelegenheiten für mehrere Kirchenkreise übernimmt, befindet sich in Eisenach.

## Pfarrbereiche
Die 48 Kirchengemeinden sind in 13 Pfarrbereiche gegliedert, die wiederum in 4 Regionen verwaltet werden. Zur Region Drei Gleichen gehören die Pfarrbereiche Apfelstädt, Mühlberg und Seebergen, die Region Nessetal-Hainich ist in die Pfarrbereiche Behringen, Emmaus Goldbach-Wangenheim, Siloah und Sonneborn gegliedert, der Region Gotha gehören die Pfarrbereiche Boxberggemeinde Sundhausen, Gotha und Stadtteilmission Gotha-West an und die Pfarrbereiche Fahner-Land, Gräfentonna und Herbsleben bilden die Region Nord. Daneben bestehen eine Kreispfarrstelle für Gefängnisseelsorge, eine Kreispfarrstelle für Hausgottesdienste und Hauskreise sowie eine Kreisschulpfarrstelle.

## Geschichte und Ausblick
Die frühere Superintendentur Gotha-Gräfentonna entstand am 1. April 1996 durch Fusion der Superintendenturen Gotha und Gräfentonna innerhalb des Aufsichtsbezirkes West in der Evangelisch-Lutherischen Kirche in Thüringen, später wurde der Name zu Superintendentur Gotha verkürzt. Nach der Bildung der Evangelischen Kirche in Mitteldeutschland 2009 gehörte der nunmehrige Kirchenkreis Gotha zunächst zum Propstsprengel Eisenach-Erfurt, seit 2022 gehört er dem neugebildeten Bischofssprengel Erfurt an.
Der erste Superintendent war von 1996 bis 1997 Eckardt Hoffmann, es folgten ab 1998 Christhard Wagner, Felix Leibrock, ab 2005 Klaus-Ulrich Maneck und ab 2009 Michael Lehmann. Seit 2012 ist Friedemann Witting im Amt.
Zum 1. Januar 2026 ist eine Fusion der drei Kirchenkreise Arnstadt-Ilmenau, Gotha und Waltershausen-Ohrdruf zu einem neuen Kirchenkreis Gotha mit Sitz in Gotha geplant.